# بدفورد موتورز
بدفورد موتورز (انگلیسی: Bedford Motors) شرکت خودروسازی بریتانیایی بود، که در سال ۱۹۳۱ تأسیس شد.